# Општина Лунгани (Јаши)
Лунгани (рум. Lungani) општина је у Румунији у округу Јаши.
Oпштина се налази на надморској висини од 129 m.